# Goat Range
Goat Range är ett berg i Kanada.   Det ligger i provinsen Alberta, i den centrala delen av landet, 3 000 km väster om huvudstaden Ottawa. Toppen på Goat Range är 1 929 meter över havet.
Terrängen runt Goat Range är lite bergig. Trakten runt Goat Range är nära nog obefolkad, med mindre än två invånare per kvadratkilometer.. Närmaste större samhälle är Canmore, 10,4 km nordost om Goat Range. 
I omgivningarna runt Goat Range växer i huvudsak barrskog.